# Dožádání
Dožádání je institut procesního práva upraven v § 39 o.s.ř. spočívající v provedení procesního úkonu jiným než procesním soudem či správním úřadem (tj. jiným než tím, který vede řízení). Takovým úkonem může být například výslech svědka, místní šetření apod.
Dožádání se provádí z důvodu hospodárnosti řízení, například pokud by dotyčný úkon mohl provést příslušný soud či správní úřad jen s obtížemi nebo se zvýšenými náklady, popřípadě pokud jej vůbec v obvodu procesního soudu (správního úřadu) provést nelze.
Soud (správní úřad) provádějící dožádání se označuje jako dožádaný soud (dožádaný správní úřad). Soud (správní úřad), který vede řízení a požádal o provedení dožádání, se označuje jako dožadující soud (dožadující správní úřad).